# Xestoleberis mixohalina
Xestoleberis mixohalina är en kräftdjursart som beskrevs av Dietmar Keyser 1975. Xestoleberis mixohalina ingår i släktet Xestoleberis och familjen Xestoleberididae. Inga underarter finns listade i Catalogue of Life.